# 弗拉基米尔·苏什科夫
弗拉基米尔·苏什科夫（俄語：Владимир Сушков；1978年12月1日—）是一位俄罗斯连珠棋手。继2001年、2003年和2005年，苏什科夫在世界连珠锦标赛中连续获得三次亚军后，2009年，他获得世界连珠锦标赛冠军，成为第一位获得连珠世锦赛冠军的俄罗斯棋手。2017年，时隔8年后，他再次获得世锦赛冠军。在2000年、2004年和2006年，他代表俄罗斯队，三次获得世界连珠团体锦标赛冠军。截至2009年，他获得三次俄罗斯连珠锦标赛冠军。